# Бєлка (Нижньогородська область)
Бєлка (рос. Белка) — село в Княгининському районі Нижньогородської області Російської Федерації.
Населення становить 466 осіб. Входить до складу муніципального утворення Бєлкинська сільрада.

## Історія
Від 2009 року входить до складу муніципального утворення Бєлкинська сільрада.

## Населення
| 2002 | 2010 |
| ---- | ---- |
| 549  | ↘466 |